# (10994) Fouchard
(10994) Fouchard est un astéroïde de la ceinture principale.

## Description
(10994) Fouchard est un astéroïde de la ceinture principale. Il fut découvert le 15 mars 1978 à l'observatoire Palomar par Schelte J. Bus. Il présente une orbite caractérisée par un demi-grand axe de 2,90 UA, une excentricité de 0,01 et une inclinaison de 2,4° par rapport à l'écliptique.